# Artres
Artres ist eine französische Gemeinde mit 1.073 Einwohnern (Stand: 1. Januar 2022) im Département Nord in der Region Hauts-de-France. Sie gehört zum Kanton Aulnoy-lez-Valenciennes im Arrondissement Valenciennes. Die Bewohner nennen sich Artrésiens.

## Geografie
Die Gemeinde Artres liegt an der Rhonelle, sieben Kilometer südlich von Valenciennes und sieben Kilometer südwestlich der Grenze zu Belgien. Sie grenzt im Nordosten an Aulnoy-lez-Valenciennes und Préseau, im Osten an Maresches, im Südosten an Sepmeries, im Süden an Vendegies-sur-Écaillon, im Westen an Quérénaing und im Nordwesten an Famars.

## Der Artresschatz
Der Artres-Schatz ist ein merowingischer Schatz aus der Mitte des 6. Jahrhunderts n. Chr., der 1855 unter einem kleinen Hügel in der Nähe von Artres gefunden wurde. Der Großteil des Schatzes befindet sich heute im British Museum in London. Der größte Teil davon wurde von Augustus Wollaston Franks gekauft, der ihn 1897 dem British Museum vermachte. Der Schatz besteht aus zwei großen, fächerförmigen Broschen aus vergoldetem Silber, einem Paar kleiner, mit Gold und Granat besetzter Broschen in Vogelform, einem Paar passender Ohrringe, einem Anhänger in Form einer Kristallkugel und einem kleinen silbernen Armband. Weitere Gegenstände waren ein Fingerring und eine große Kristallkugel.

## Bevölkerungsentwicklung
| Jahr                              | 1962 | 1968 | 1975 | 1982 | 1990 | 1999 | 2008 | 2013 | 2020 |
| Einwohner                         | 995  | 905  | 853  | 979  | 1087 | 1071 | 1051 | 1034 | 1055 |
| Quellen: Cassini, EHESS und INSEE |      |      |      |      |      |      |      |      |      |

## Sehenswürdigkeiten
- Kirche Saint-Martin aus dem 18. Jahrhundert
- Gefallenendenkmal
- Wasserturm
- Schloss Mauviar
- Schloss Le Muid
- Schloss Les Boétes

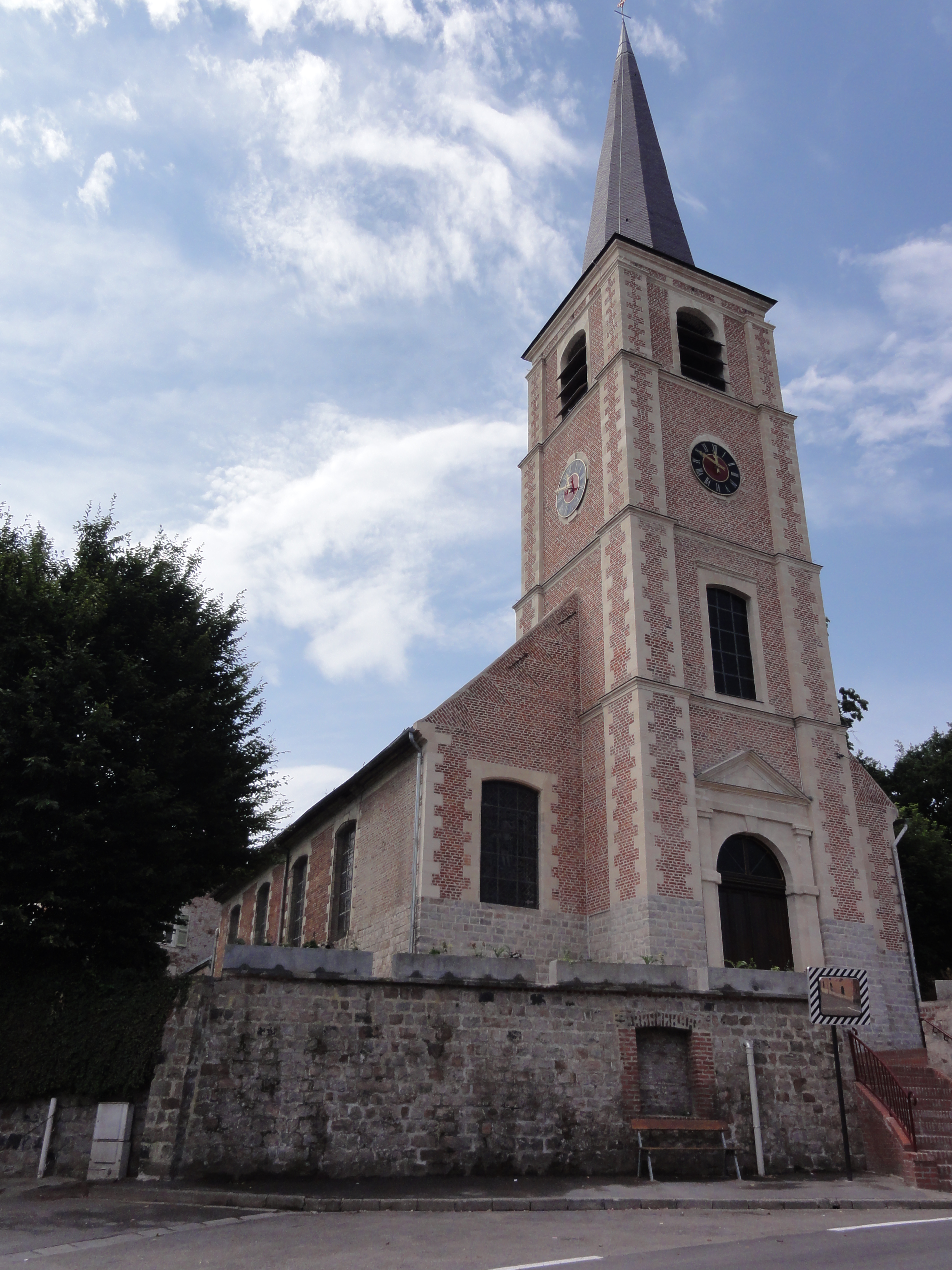
Kirche Saint-Martin
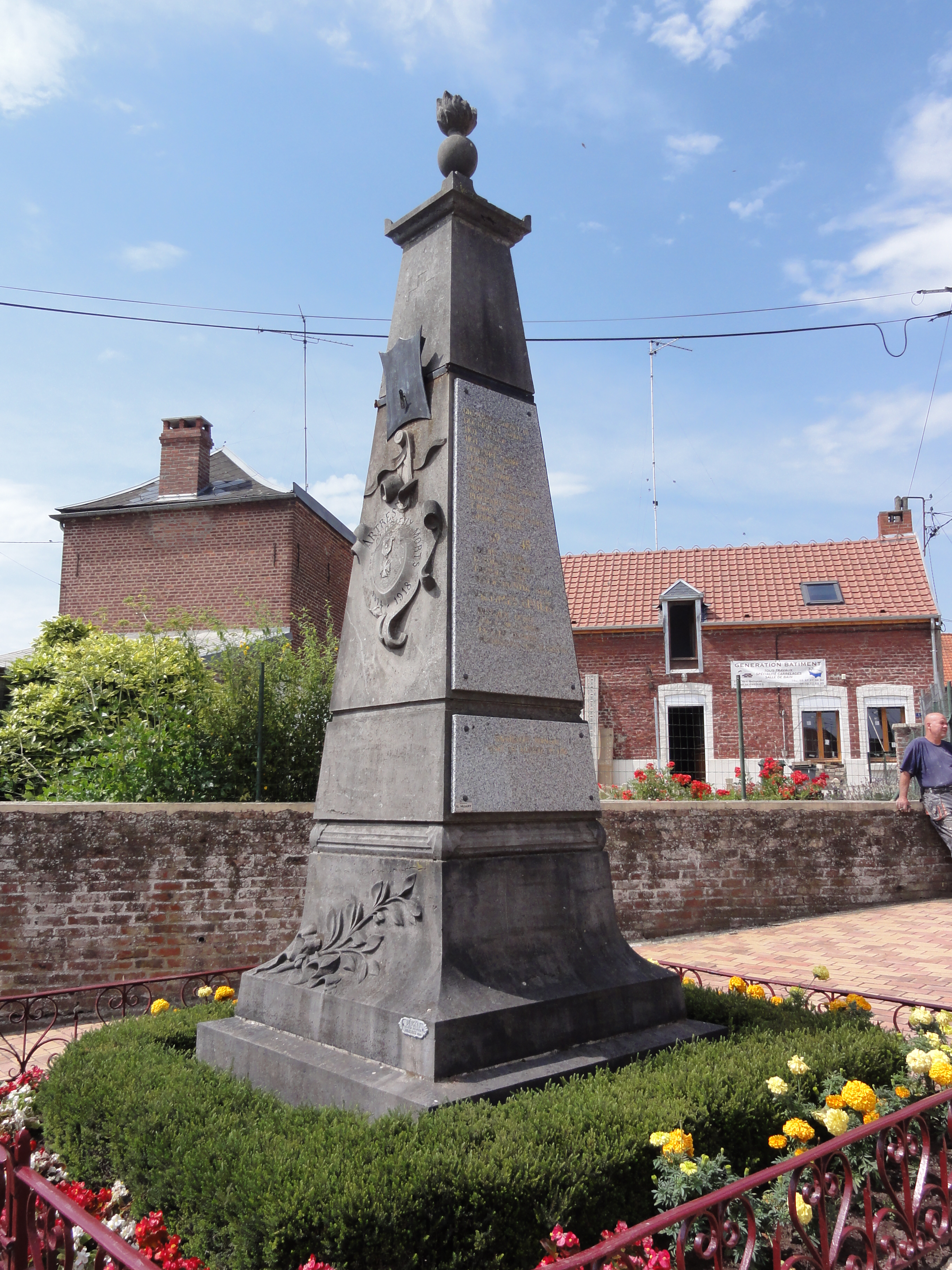
Gefallenendenkmal
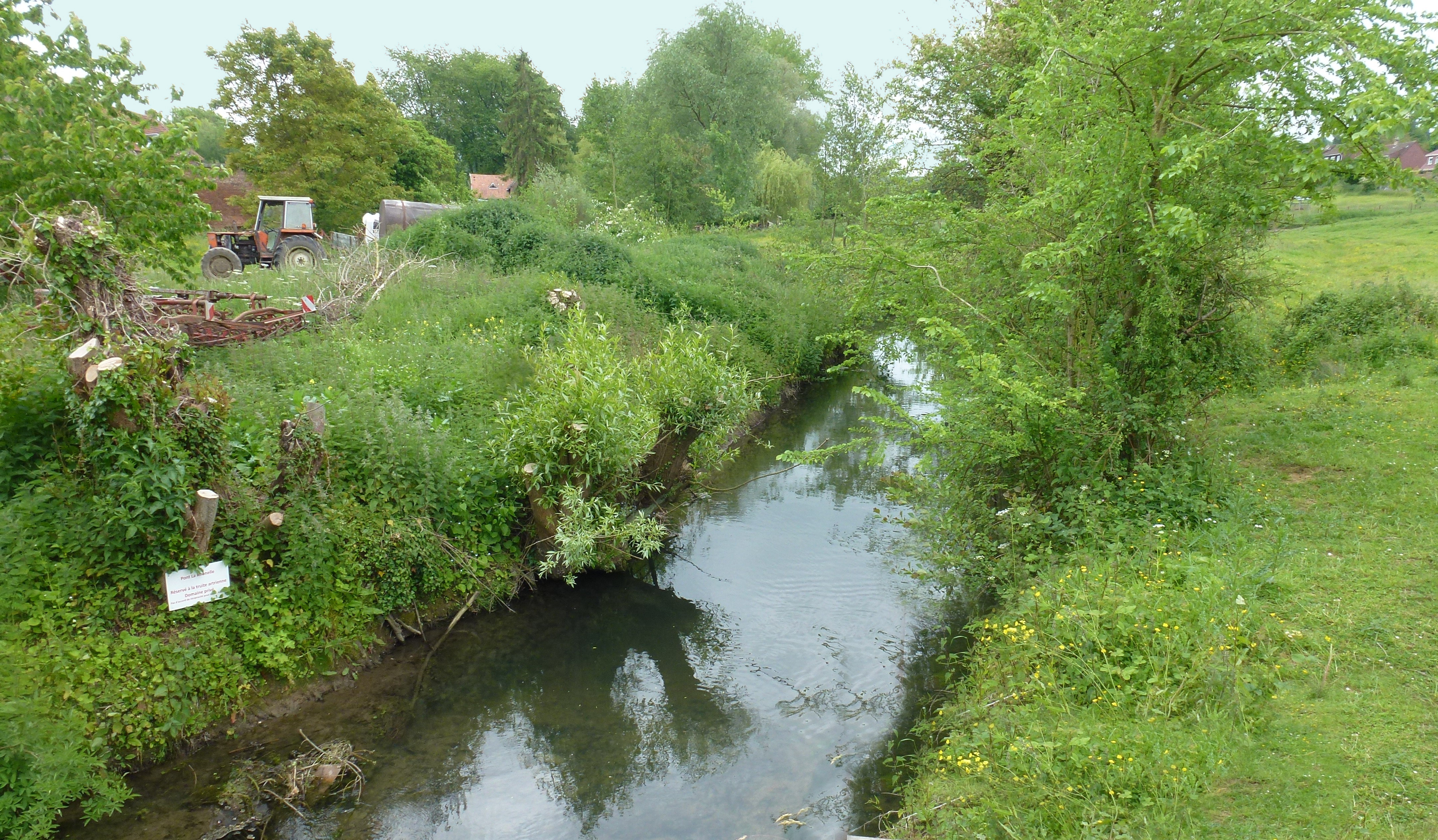
Die Rhonelle in Artres
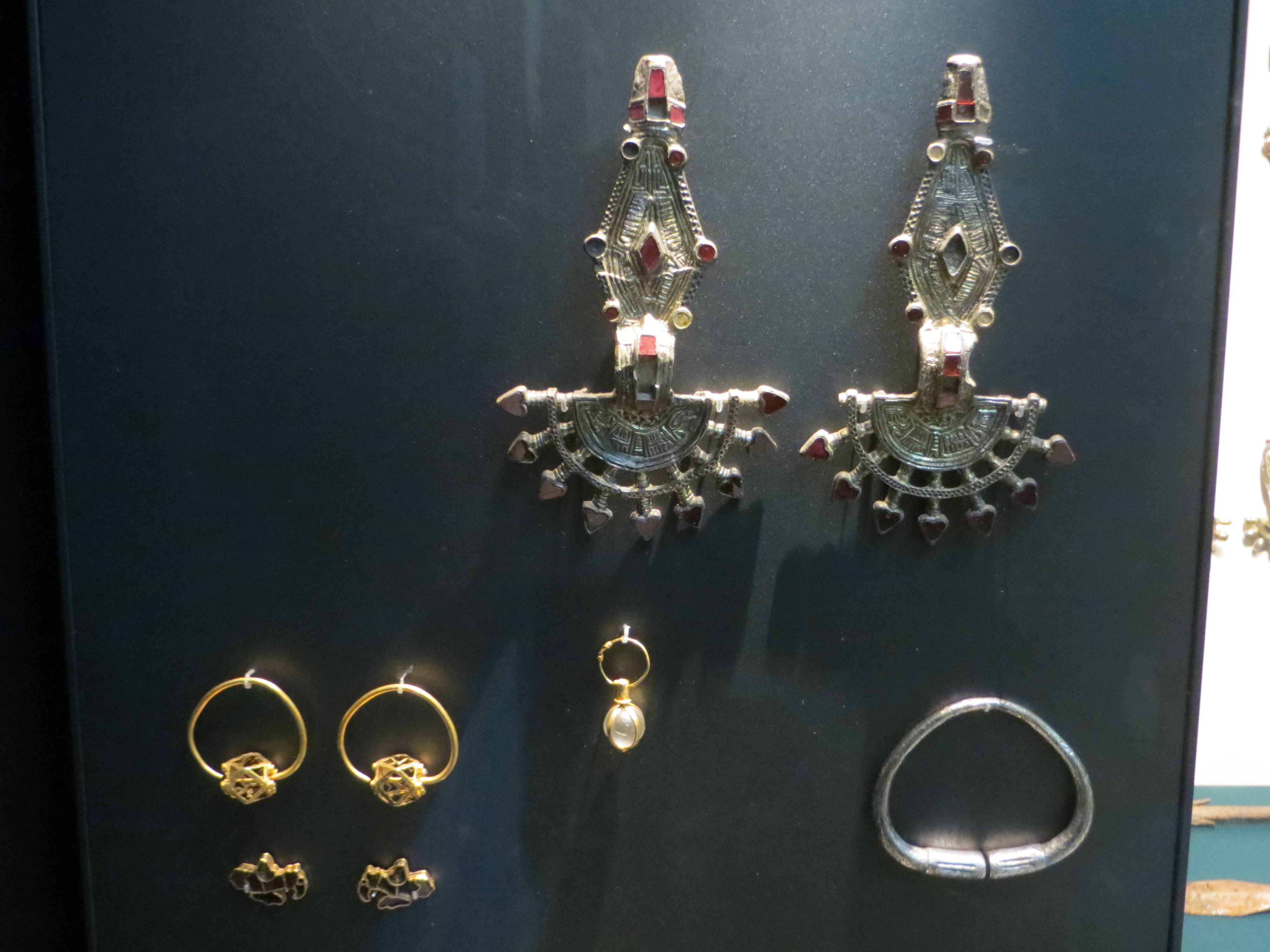
Artresschatz